# Milieu LB
 (novembre 2022).
Si vous disposez d'ouvrages ou d'articles de référence ou si vous connaissez des sites web de qualité traitant du thème abordé ici, merci de compléter l'article en donnant les références utiles à sa vérifiabilité et en les liant à la section « Notes et références ».
 (avril 2025).
Pour les articles homonymes, voir LB.

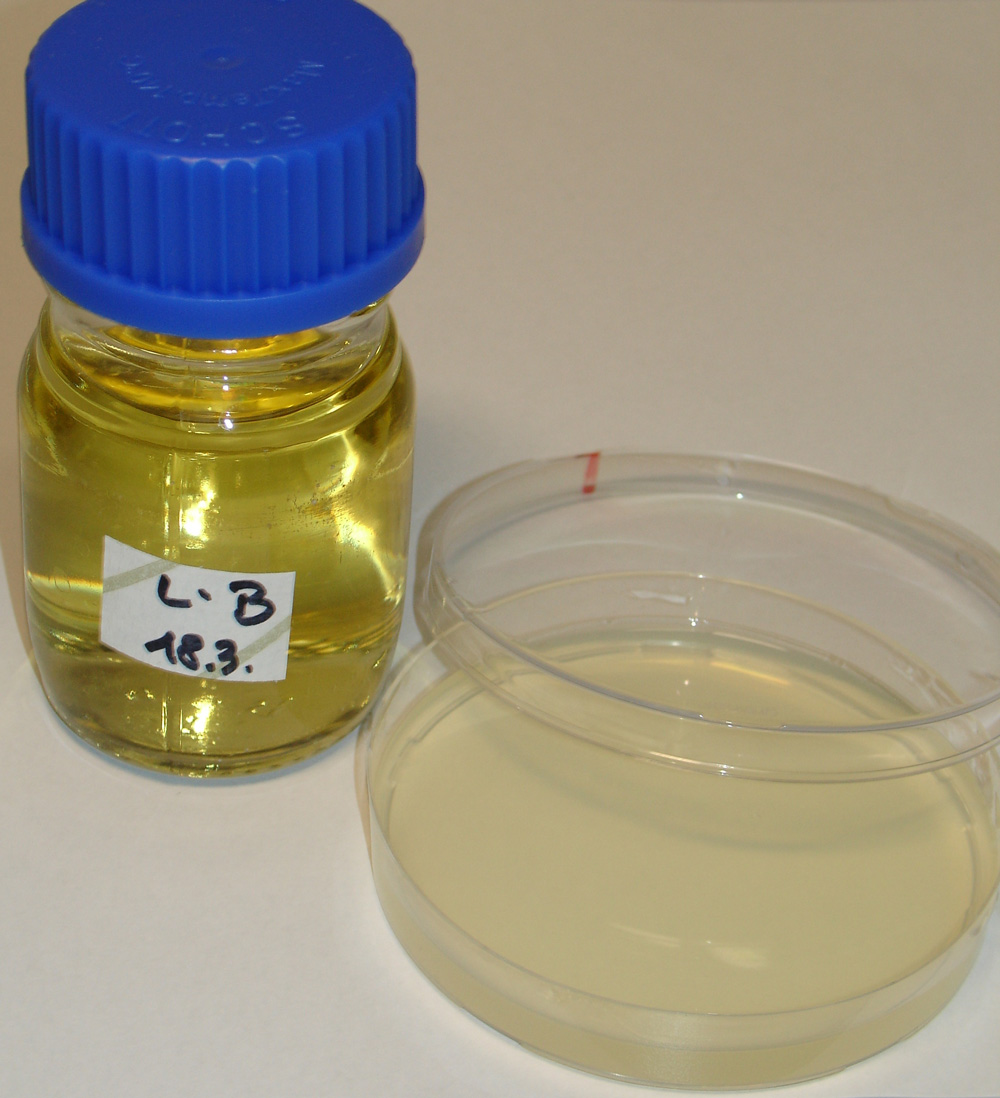
Milieu de culture LB dans une bouteille et dans une boite de culture.

Le milieu de culture LB (Pour lysogeny broth ou incorrectement milieu Luria-Bertani) est un milieu de culture nutritif, servant initialement à la culture bactérienne. Il a été d'abord développé par Bertani, qui le nomma lysogeny broth (bouillon lysogène) dans sa première publication.
Les milieux LB sont devenus un standard dans l'industrie pour la culture d'Escherichia coli, depuis les années 1950. Ils ont été fortement utilisés en microbiologie moléculaire pour la préparation de plasmides d'ADN et de protéines recombinantes. Il reste à ce jour, l'un des milieux les plus utilisés pour le maintien en vie et la culture de lignées recombinantes d'Escherichia coli. 
Il existe diverses compositions de LB. Bien qu'ils soient différents, ils partagent généralement quelques composants qu'ils ont commun pour favoriser la croissance des espèces en culture. 
- Des peptides et des peptones de caséine
- Des vitamines (Vitamine B incluse)
- Des oligo-éléments (e.g. azote, soufre, magnésium)
- Des minéraux

Peptone de caséine = Tryptone
Les peptides et les peptones proviennent de la tryptone. Les vitamines et les oligo-éléments quant à eux proviennent d'extrait de levure et les ions sodiques pour le transport et l'équilibre osmotique sont apportés par le chlorure de sodium.

## Les formules
Les différentes formules de LB, diffèrent par leur quantité en NaCl, permettant ainsi la sélection des conditions osmotiques appropriée pour la lignée bactérienne et les conditions de cultures souhaitées. Les mélanges pauvres en sel, Lennox et Luria sont idéaux pour les cultures nécessitant des antibiotiques sensibles au sel. 
- LB-Miller (10 g/l de NaCl)
- LB-Lennox (5 g/l de NaCl)
- LB-Luria (0.5 g/l de NaCl)

## Préparation
Ce qui suit est une méthode commune pour la préparation de 1 litre de LB : 
- Préparer les ingrédients suivants:
  - 10 g de peptone
  - 5 g d'extrait de levures
  - 10 g de NaCl
- Verser le tout dans ~800 ml d'eau distillée ou déminéralisée
- Ajouter de manière précise avec une éprouvette graduée de l'eau distillée pour atteindre un total de 1 litre.
- Autoclave à 121 °C pendant 15 min.
- Après refroidissement, agiter le flacon pour s'assurer du mélange et le milieu LB est prêt à l'emploi.